# Мар'яникове-1 (заповідне урочище)
Мар'я́никове-1 — заповідне урочище в Україні. Розташоване в межах Снятинського району Івано-Франківської області, на північ від села Русів. 
Площа 3,6 га. Статус надано згідно з рішенням облвиконкому від 17.05.1983 року № 166. Перебуває у віданні Русівської сільської ради. 
Статус надано з метою збереження болотного природного комплексу з типовим рослинним покривом. Зростають рідкісні та зникаючі види рослин: проліска дволиста, глечики жовті, осока гостролиста, калюжниця звичайна, пухівка піхвова, журавлина болотна, рогіз.